# Морозов, Геннадий Владимирович (футболист)
Генна́дий Влади́мирович Моро́зов (30 декабря 1962, Москва, СССР) — советский футболист, защитник, российский тренер. Мастер спорта СССР.

## Биография
Карьеру провёл в московских клубах «Спартак» (1980—1986, 1989—1990) и «Динамо» (1987—1988). Чемпион СССР 1989.
За сборную СССР провёл 10 матчей. Участник чемпионата мира 1986.
Во второй половине 1990 года у игрока обострилась боль в колене, из-за которой он мог играть только на уколах. В январе 1991 года он был прооперирован в Бремене, после чего ему было рекомендовано прекратить выступления в большом футболе — на колене стерлись хрящи и крестообразные связки. Морозов вынужден был покинуть «Спартак» и некоторое время был «вне игры».
Однако про футболиста вспомнил хорошо знавший его тренер Иван Алексеевич Варламов, который начал создавать мини-футбольную команду под названием «Саргон». Морозов не сразу согласился, но когда увидел на тренировке бывших партнеров по «Спартаку» Сидорова, Сочнова, Колядко, Новикова, а также экс-динамовца Андрея Якубика, все сомнения отпали. Кроме того, режим игры в мини-футболе позволял переносить нагрузки на болезненное колено.
Также выступал в московской мини-футбольной команде «Лига-Спартак».
В качестве главного тренера работал с командами «Спартак» Челябинск / Нижний Новгород (2005—2006, изначально команда базировалась в Челябинске, но перед сезоном 2006 года переехала в Нижний Новгород, при этом Морозов в 2005 году из-за отсутствия необходимой тренерской лицензии числился начальником команды, а главным тренером являлся Дмитрий Кузнецов), «Металлург» Красноярск (пришёл в начале 2007 года, но перед началом сезона покинул команду по семейным обстоятельствам) и начал работать в ФК «Рига». Летом 2008 года возглавил барнаульское «Динамо», однако не смог спасти команду от вылета во второй дивизион. За несколько туров до окончания чемпионата покинул клуб.
В апреле — сентябре 2010 года занимал пост директора спартаковской академии имени Фёдора Черенкова.
Брат-близнец Юрий в 1971—1980 годах играл в дубле «Спартака», выступал во второй лиге за «Красную Пресню» и «Динамо» Кашира, скончался в 1980-х годах.